# Parc national d'Itchnia
Le parc naturel national d'Itchnia (en ukrainien : Ічнянський національний природний парк) est un parc national situé dans l’oblast de Tchernihiv, au nord-est de l’Ukraine. Il protège des paysages de steppe forestière dans le bassin d’Oudaï, à environ 120 km au nord-est de Kiev.
Le parc a été créé par le décret présidentiel du 21 avril 2004 pour protéger la faune et la flore du bassin du Dniepr, la source de la Oudaï et la rivière Itchenka.

## Description
Le parc se trouve dans la région généralement connue sous le nom de Basses Terres du Dniepr, dans les vallées fluviales de la rivière Oudaï et de la rivière Itchenka. Le terrain est relativement plat, avec de nombreux lacs, étangs et ruisseaux sinueux. La ville d’Itchyna se trouve à l’angle nord-est du parc.
Le parc héberge des plantes sur la liste rouge comme le Dactylorhize de mai ou l'Épipactis à larges feuilles.

## Tourisme
Un petit hôtel est à la disposition des visiteurs, et la location de matériel touristique. Il existe deux grands itinéraires d’excursions écologiques à travers le parc. Les habitants utilisent le parc pour ramasser des baies et des champignons.

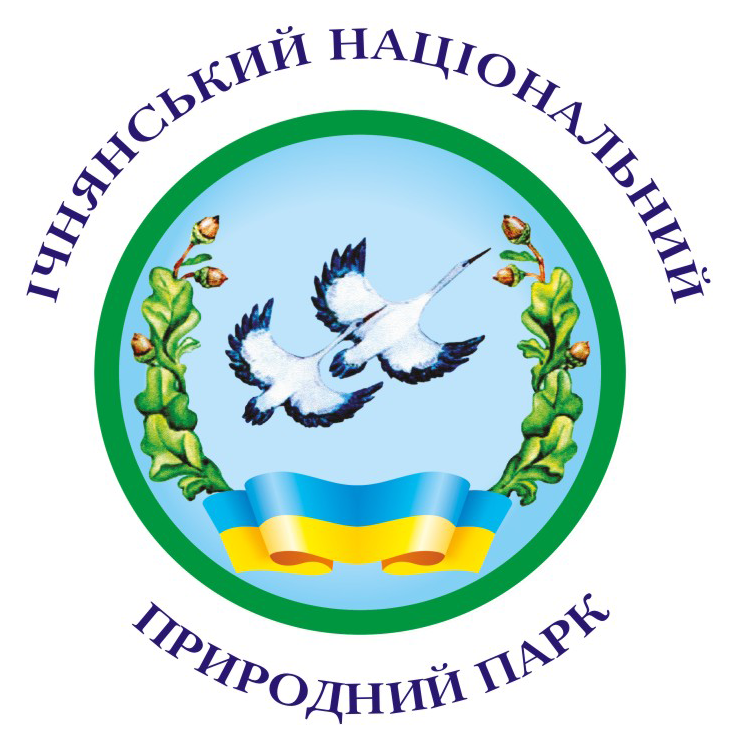
Logo du parc
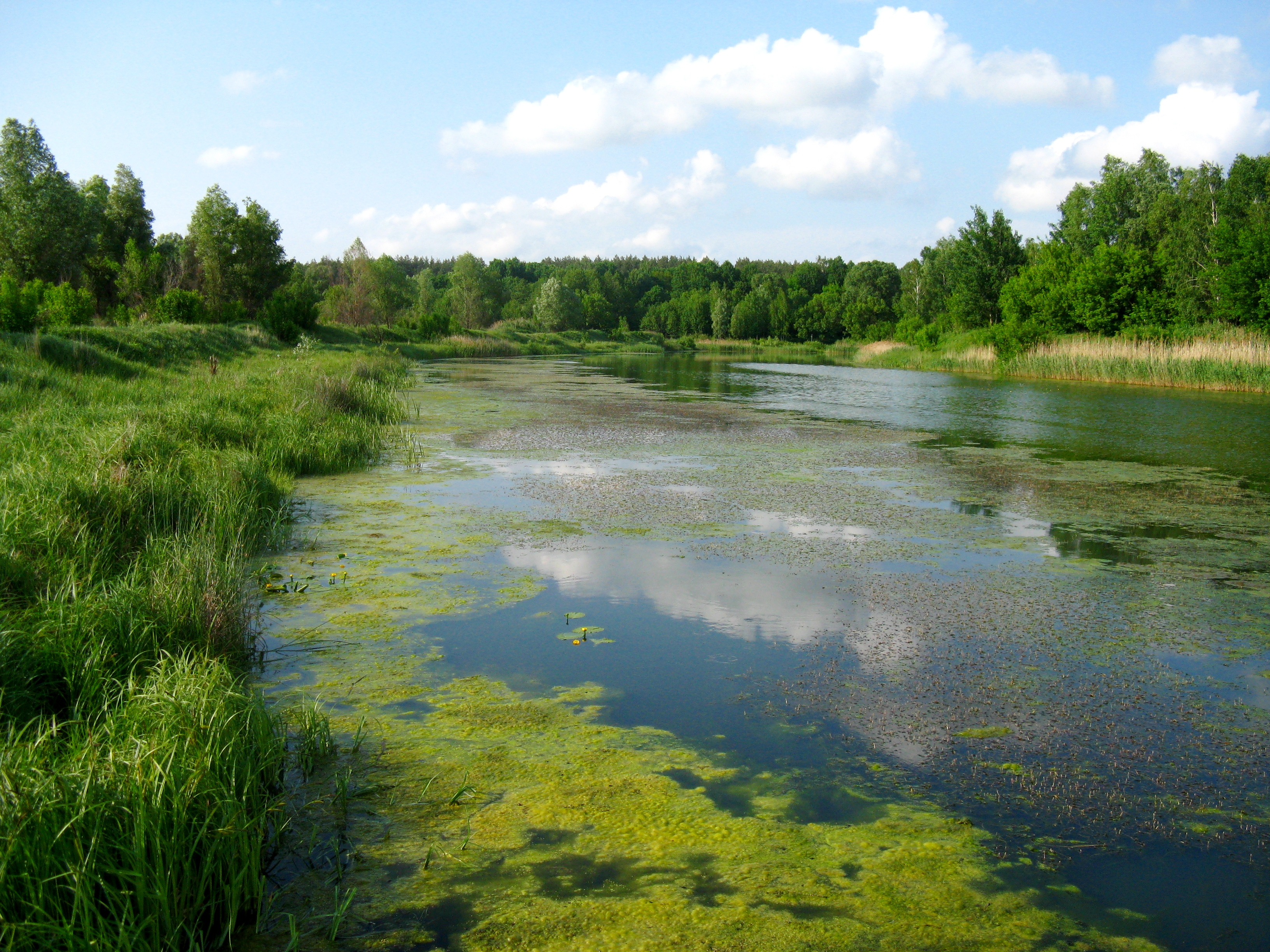
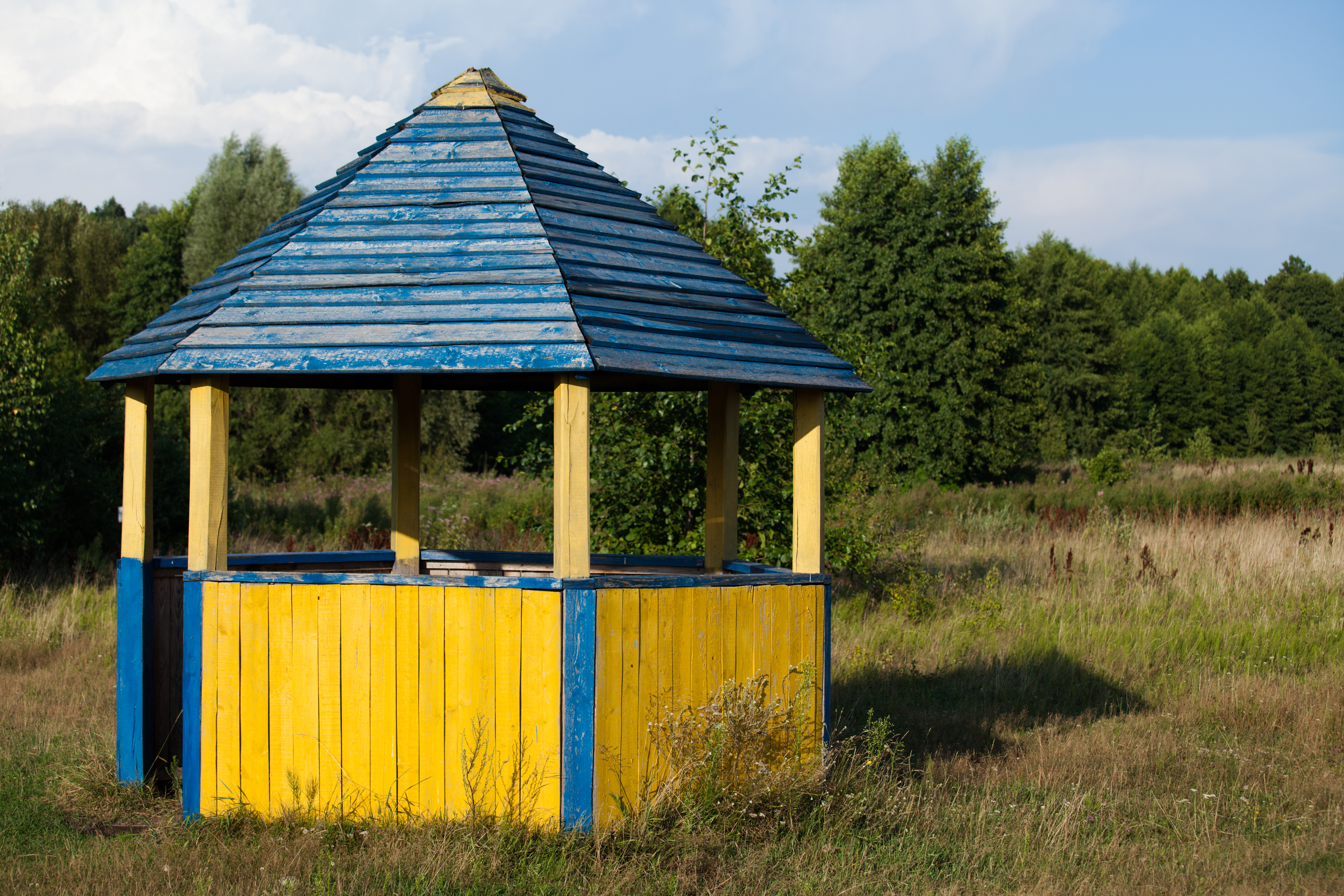